# 2020년 하계 올림픽 폐막식
2020년 하계 올림픽의 폐막식은 2021년 8월 8일 일본 도쿄의 국립 경기장에서 열렸다. 올림픽 헌장에 명시된 대로 폐막식(폐회 연설, 국기 게양, 선수 퍼레이드 및 올림픽 국기 전달을 포함)을 문화와 문화를 보여주는 예술적 광경과 결합했다. 2024년 파리 하계 올림픽의 현 및 차기 개최국(프랑스)의 역사. 올림픽 행사의 주제는 전 세계 코로나19 대유행을 뜻하는 전진(Moving Forward)이며 폐회식 주제는 우리가 공유하는 세계(Worlds We Share)로 세계적인 영향, 다양성 및 앞으로의 더 밝은 미래를 다루었다.

## 폐막식 진행
도쿄 올림픽 및 패럴림픽 조직위원회 (TOCOG)는 2017년 12월 올림픽 및 패럴림픽 행사에 대한 "기본 정책" 문서를 발표하면서 첫 번째 폐막식 관련 준비 보고서를 발표했다. 이 문서는 전문가들의 조언과 일본 대중의 의견을 기반으로 했으며 4가지 예식의 위치 및 전체적인 개념에 대한 기본 요소를 포함한다. 올림픽 개막식은 평화, 공존, 부흥, 미래, 일본과 도쿄, 선수, 참여 등 4개 행사의 주제와 개념을 소개하는 것이다.
개막식과 폐막식에는 세 명의 다른 감독이 총 감독으로 임명되었다. 2018년 7월부터 2020년 12월까지, 일본의 전통 연극 배우인 노무라 만사이가 총감독으로 임명되었다. 이후 노무라 만사이가 감독직에서 사퇴하고 고문으로 직책을 변경하였다. 이후, 2020년 12월부터 2021년 3월까지 일본의 코미디언이바 패션의 아이콘인 와타나베 나오미가 감독으로 있었으며, 이후 여성 희극인들에게 돼지 분장을 시키고, 비하 발언을 하는 등의 논란이 생기자 사임하였다. 이 보도는 모리 요시로 도쿄 2020 조직위 위원장이 여성 위원에 대한 비하 발언으로 사임한 지 한 달 만에 나온 것이라 논란이 컸다. 해당 논란 이후 2021년 3월부터 Sports Branding Japan의 전무 이사인 타카유키 히오키가 총괄 프로듀서를 맡고, 개·폐막식을 연출하였다.

### 코로나19의 영향
미리 공개된 보도 자료에서 "앞으로 나아가기"는 2020년 개회식과 폐회식 모두에서 일관된 주제가 될 것임이 확인되었다. 행사는 코로나19 팬데믹(세계적 대유행) 회복을 의미하는 '전진(Moving Forward)'의 개념으로 연결될 예정이다. 주최 측은 "올림픽이 2020 도쿄 올림픽에 선수들의 적극적인 모습과 스포츠의 힘을 통해 전 세계 사람들에게 신선한 희망과 격려를 줄 수 있다는 개념으로 행사를 설계했다"고 밝혔다. 이는 연기 직후 벨가 경기에서의 중요성으로 인해 행사 중 어느 시점에서 위기가 언급될 것이라고 기록했기 때문에 예상된 것이다.
폐막식 주제는 다양성과 포용, 더 밝은 미래의 주제를 다룰 것으로 예상되는 "우리가 공유하는 세상"이다.
행사의 예술 및 문화 섹션의 대부분은 사회적 거리두기 지침을 준수하며 대부분의 섹션은 사전 녹화로 이루어진다. 무관중 경기가 발표되기 전, 폐막식 티켓 가격은 12,000엔에서 300,000엔 사이로 예상되었다.

## 폐막식 장소
신 국립 경기장은 폐막식의 장소로 사용될 예정이다. 해당 경기장은 구 국립경기장의 철거가 완료된 뒤, 같은 부지에 새로운 경기장이 건설된 것이다. 올림픽 기간 동안의 수용 인원은 기자석과 임원 좌석을 고려하여 60,102명으로 건축되었으나, 이번 올림픽이 사상 최초 무관중 경기로 결정되어 관람객은 없다.

## 폐막식 절차

### 올림픽기의 인도
올림픽 의식은 1920년 이래로 모든 폐막식에서 거행되어 온 전통으로, 올림픽 깃발(오륜기)은 고이케 유리코 도쿄 도지사가 토마스 바흐 국제 올림픽 위원회(IOC) 위원장에게 전달한 후, 토마스 바흐 국제 올림픽 위원회(IOC) 위원장이 차기 올림픽의 개최지인 안네 이달고 파리 시장에게 넘겨줄 예정이다. 이후 프랑스의 국기 게양과 국가연주가 이어진다.
이후 파리에서 열리는 2024년 하계 올림픽에 대한 예술적 프레젠테이션으로 개최국과 개최도시의 문화를 선보일 예정이며, 여기에는 일명 'Woodkid'로 더 잘 알려진 요안 르무안의 음악과 프랑스 국립 오케스트라의 연주가 포함된다.

## 연주될 곡 목록
- 일본의 국가
- 자유의 찬가
- 올림픽 찬가
- 프랑스의 국가

## 같이 보기
- 2020년 하계 올림픽 개막식